# ارتش سایه‌ها
ارتش سایه‌ها (فرانسوی: L'Armée des ombres‎; ایتالیایی: L'armata degli eroi) فیلمی درام-دلهره‌آور از وقایع جنگ جهانی دوم به نویسندگی و کارگردانی ژان پیر ملویل، و با بازی لینو ونتورا، سیمون سینیوره، پل موریس و ژان-پیر کسل است که در سال ۱۹۶۹ منتشر شد. محصول مشترک فرانسه و ایتالیا اقتباسی سینمایی از کتاب ژوزف کسل به همین نام در سال ۱۹۴۳ است که تجربیات کسل به عنوان یکی از اعضای مقاومت فرانسه را با نسخه‌های داستانی دیگر اعضای مقاومت ترکیب می‌کند.
ارتش سایه‌ها گروه کوچکی از مبارزان مقاومت را دنبال می‌کند که بین خانه‌های امن جابجا می‌شوند، با ارتش متفقین کار می‌کنند، خبرچین‌ها را می‌کشند، و تلاش می‌کنند تا از دستگیری و اعدامی که می‌دانند محتمل‌ترین سرنوشت آنهاست بگریزند. فیلم ضمن اینکه شخصیت‌هایش را قهرمانانه به تصویر می‌کشد، نمایی تاریک و غیررومانتیک از مقاومت ارائه می‌دهد.

## داستان
فیلیپ ژربیر رئیس گروهک مقاومت فرانسه توسط پلیس ویشی فرانسه به ظن فعالیت سیاسی بازداشت می‌شود اما به دلیل کمبود شواهد تبرئه می‌گردد ولی با این حال به اردوگاه زندانیان فرستاده می‌شود و…
فیلم دربارهٔ گروهک‌های ایجاد شده در فرانسه می‌باشد که سعی در مبارزه با حکومت آلمان نازی دارند.

## شناسنامه
- کارگردان: ژان پیر ملویل
- فیلم‌نامه‌نویس: ژان پیر ملویل براساس داستانی از ژوزف کسل

### بازیگران
- لینو ونتورا (فیلیپ گاربیه)
- پل موریس (لوک ژاردیه)
- ژان-پیر کسل (ژان فرانسوا ژاردیه)
- سیمون سینیوره (ماتیلد)
- پل کروشه (فلیکس)